# Diepoltshofen (Maisach)

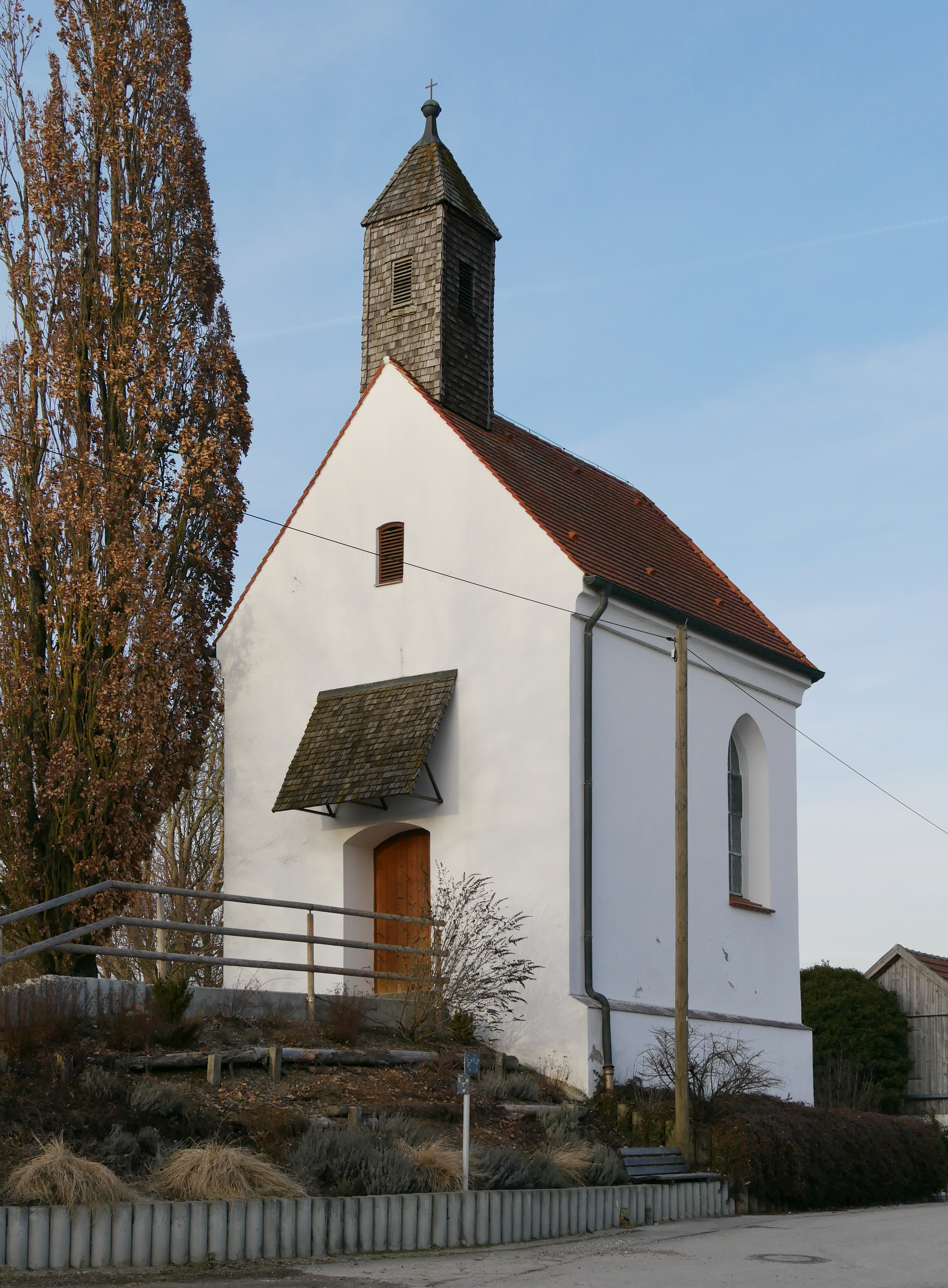
Kapelle St. Leonhard

Diepoltshofen ist ein Kirchdorf und ein Gemeindeteil von Maisach im oberbayerischen Landkreis Fürstenfeldbruck. 
Der Name des Ortes ist auf einen gewissen Dietpold zurückzuführen, der hier um 1126 einen Hof besaß. Um 1500 wurde auf dem westlich von Diepoldshofen liegenden kleinen Höhenzug Weinbau betrieben, wovon noch heute der Flurname Weinberg zeugt. Im Jahr 1704 bestand der bereits damals zur Pfarrei Maisach zählende Ort aus insgesamt vier Höfen, die auch heute noch existieren. Während des Ersten Weltkriegs errichtete die bayerische Armee auf dem höchsten Punkt des Weinbergs eine meteorologische Station, von der sie Messdrachen aufsteigen ließ. Am 1. Mai 1978 kam Diepoltshofen als Ortsteil der bis dahin selbständigen Gemeinde Überacker zu Maisach.
Der Ort liegt circa einen Kilometer nördlich von Maisach am Aspengraben. Bei der Volkszählung 1987 hatte der Ort 52 Einwohner und 16 Wohnungen in elf Wohngebäuden. Am 1. April 2017 waren es 80 Einwohner.

## Baudenkmäler
- Kapelle St. Leonhard

## Bodendenkmäler
Siehe: Liste der Bodendenkmäler in Maisach